# Белявский, Юрий Исаакович
Ю́рий Исаа́кович Беля́вский (29 июля 1948, Москва — 27 марта 2012, там же) — советский и российский журналист и общественный деятель, главный редактор газеты «Культура» с 1996 по 2011 год.

## Биография
В 1972 году окончил Московский институт управления.
С 1986 по 1991 год Белявский работал в журнале «Крокодил», затем сотрудничал с еженедельником «Россия», где был обозревателем, а затем заместителем главного редактора.
В 1993—1995 годах работал главным редактором еженедельника «Утро России».
С 1996 года возглавил газету «Культура». Был членом Союза журналистов России, Союза писателей Москвы, Союза театральных деятелей.
В октябре 2011 года «Культура» перестала выходить из-за финансовых трудностей, в начале ноября Белявский ушёл с должности главного редактора газеты. По его словам, перед его увольнением акции газеты скупались организациями, аффилированными с Никитой Михалковым.
Профессор кафедры международной журналистики МГИМО.
Похоронен в Москве на Троекуровском кладбище.

## Сочинения
Автор фельетонов и рассказов, по его сценариям поставлены 8 телефильмов.
- Нелегальный рыцарь. Фельетоны и рассказы. — М., 1990

## Награды
- Лауреат премии имени Б. Н. Полевого, премии «Венец». Награждён орденом Дружбы.